# Marie Šechtlová

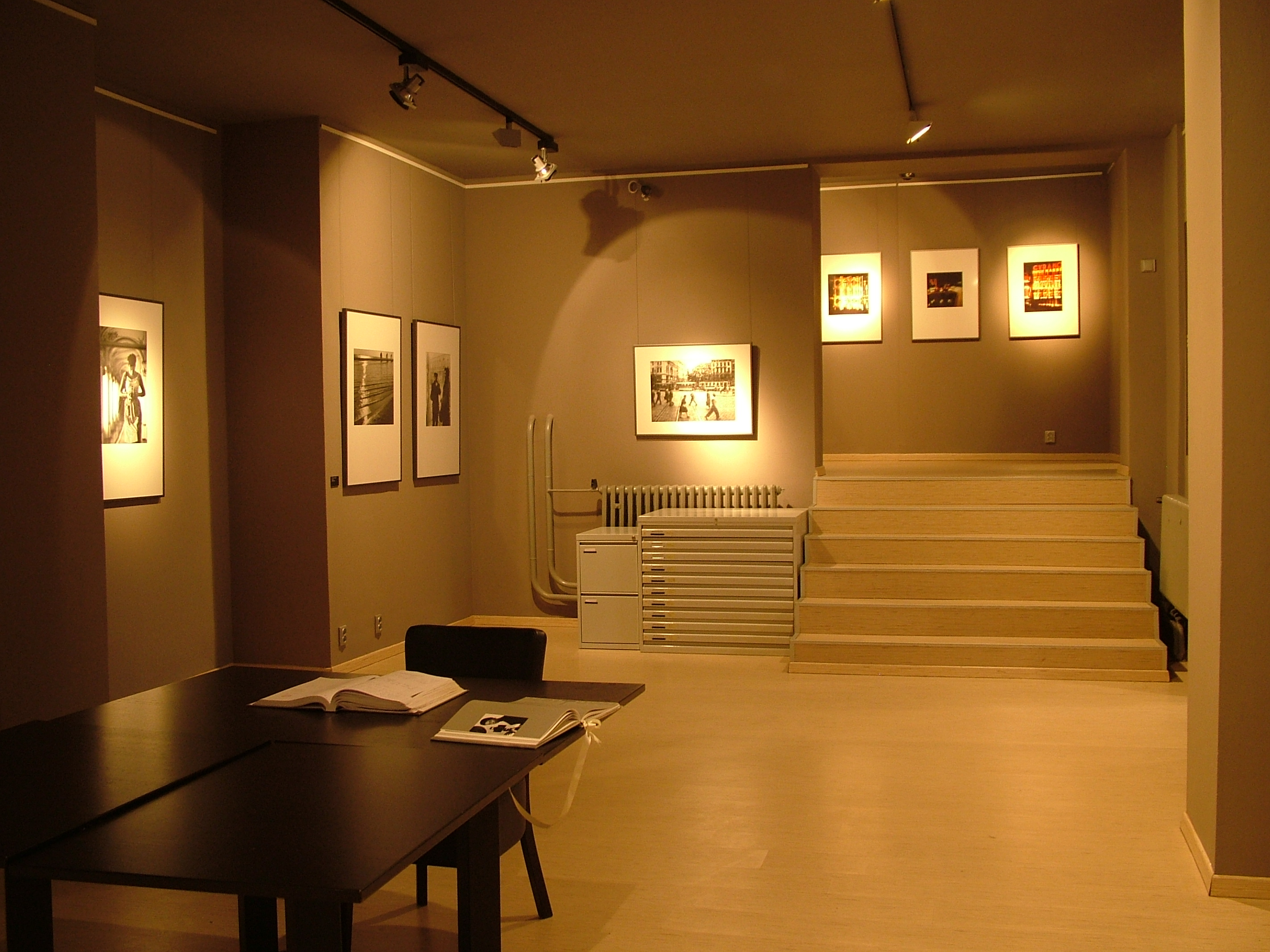
Výstava Marie Šechtlové v Galerii Leica, Praha, 2010

Marie Šechtlová (25. března 1928 Chomutov jako Marie Kokešová – 5. července 2008 Praha) byla česká fotografka, jedna z představitelek stylu „poezie všedního dne“.

## Život
Narodila se 25. března 1928 jako Marie Kokešová v rodině úředníka Jana Kokeše a Františky Kokešové v Chomutově. V jejích deseti letech se rodina Kokešova přestěhovala do Tábora. V roce 1947 maturitou ukončila studium na táborském reálném gymnáziu a o rok později se v květnu vdala za Josefa Šechtla, který pocházel z rodiny fotografů. V roce 1950 dokončila v Mistrovské škole v Českých Budějovicích vyučení v oboru fotografie.
Dne 17. března 1952 se manželům Šechtlovým narodila dcera Marie Michaela, která se stala malířkou a grafičkou.
Dne 5. července 2008 zemřela v Praze.

## Dílo
Fotografovat začala Marie Šechtlová v roce 1945. Po sňatku s Josefem Šechtlem spolupracovala na rozvoji rodinného ateliéru Šechtl a Voseček, který vznikl roku 1876 a v němž pracovala až do jeho združstevnění v roce 1953. Koncem 50. let vstoupila na dráhu umělecké fotografky.
V roce 1958 s manželem na mezinárodním festivalu UNICA v německém Emsu představila film Měsíček, který o rok dříve získal na celostátní soutěži amatérského filmu v Uhreském Hradišti druhé místo v kategorii filmová poezie.
V 60. letech patřila k nejúspěšnějším fotografům „poezie všedního dne“. Vydala desítky publikací, většinu se svým manželem. S ním také realizovala velkoplošné fotografie do interiérů a desítky výstav.
V roce 1961 se ve čtvrtletníku Revue Fotografie objevil cyklus jejích fotografií s básní Jana Nohy. Roku 1963 cestovala s dalšími profesionálními výtvarníky do Moskvy, Leningradu a Kyjeva, o rok později absolvovala zájezd do pobaltských republik (Estonsko, Lotyšsko a Litva) a do USA.
V roce 1965 se stala členkou Svazu československých výtvarníků. Byla členkou Asociace jihočeských výtvarníků.
V roce 1967 byla při terapii poraněna rentgenovými paprsky na konečcích prstů, což jí asi na dva roky znemožnilo fotografickou práci. Charakter její tvorby se pak i vlivem trvalých následků změnil. Později se věnovala převážně digitálně manipulované fotografii.
Od poloviny 70. let se pravidelně účastnila soutěže Žena s kamerou (1975, 1976 a 1977).

### Ocenění
- 1957: druhá cena v kategorii filmová poezie v celostátní soutěži amatérského filmu za film Měsíček
- 1960: první cena v oboru výtvarná fotografie za cyklus Poběhni, maličká, do máminy náruče v celostátní soutěži družstev Fotografia
- 1961: první a druhá cena v soutěži družstev Fotografia za seriál Ročenka 1960 a Kluci z naší ulice
- 1962: první cena na výstavě Československá a umělecká fotografie v Sevastopolu
- 1962: první cena v kategorii reportáž za cyklus Jeden druhému v soutěži družstev Fotografia
- 1963: první cena za soubor fotografií Tvář země a první cena za soubor fotografie Píseň deště na výstavě Velké přátelství
- 1965: třetí a čtvrtá cena v soutěži Za fotografické umění v NDR
- 1965: zvláštní prémie v soutěži Neznámé krásy Československa časopisu Mladý svět (vyhrála čtrnáctidenní zájezd do NDR a Dánska)

### Výstavy
- 1961: ZK Jiskra, Tábor
- 1961: souborná výstava, Halle
- 1963: Dům pánů z Kunštátu, Brno; Chrudim; Uherské Hradiště; Luhačovice a Gottwaldov
- 1964: Dům umění České Budějovice; Tábor; Soběslav a Písek
- 1965: galerie Mladé fronty v Praze
- 1965: Wystawa Fotografiky Marii Šechtlovej, Varšava
- 1966: Brusel, Paříž, České Budějovice
- 1966: putovní výstava Káhira, Alexandrie a Berlín
- 1966: výstava Jižní Čechy v Moskvě, Leningradu, Kyjevě a Táboře
- 1967: první společná výstava Marie a Josefa Šechtlových v Praze a dalších městech
- 1967: výstava Marie Šechtlové a A. Robinsonové v Alexandrii a Káhiře
- 1967: výstavy v Chebu a Vimperku
- 1979: M. a J. Šechtlovi, Táborské divadlo
- 1980: Táborské proměny z archivu tří generací, Tábor, kulturní centrum
- 1982: Barevná fotografie (s manželem), Písek, okresní muzeum
- 1987: Barevná fotografie, Dačice
- 1989: Výbor z díla
- 2003: Bilance a snové návraty, včetně počítačových fotografií, Sezimovo Ústí
- 2005: Pět generací rodiny Šechtlů, fotografie, grafika, Muzeum v Písku
- 2006: Pět generací rodiny Šechtlů, Prostějov
- 2007: Marie Šechtlová: Fotografické příběhy, Muzeum Šechtl a Voseček, Tábor a Médiathèque Dole, Francie
- 2008: Marie Šechtlová: Život s fotografií, Muzeum Šechtl a Voseček, Tábor
- 2010: Marie Šechtlová: Fotografie 1960–1970, Leica Gallery Prague
- 2010: Marie Šechtlová: Czech the U.S., Americké centrum, Praha
- 2010: Marie Šechtlová & Josef Šechtl, Život s fotografií, městské muzeum Blatná
- 2012: Šechtlovi, Sladovna v Písku

## Publikace s fotografiemi Marie Šechtlové
- Štych, Jiří: Děti kapitána Kohla: reportáž z nedávné minulosti. České Budějovice: Krajské nakladatelství České Budějovice, 1961.
- Noha, Jan; Šechtlová, Marie: Všechny oči. Praha: Státní nakladatelství, 1964.
- Noha, Jan; Šechtlová, Marie: Praha na listu růže. Praha: Orbis, 1966.
- Holub, Miroslav; Fuková, Eva; Novotný, Miloň: New York. Praha: Mladá fronta, 1966.
- Ze Šrámkova Písku. Písek: Městský národní výbor, 1967.
- Mixa, Robert; Bauerl Jan, Šechtlová, Marie: Tábor a okolí. České Budějovice: Nakladatelství České Budějovice, 1967.
- Kožík František; Šechtlová, Marie; Šechtl, Josef: Praha. Praha: Pressfoto, 1972.
- Grünfeld, Josef; Šechtlová, Marie; et al.: Jindřichohradecko. Jindřichův Hradec: Okresní národní výbor, 1973.
- Michl, Karel; Šechtlová, Marie; Šechtl, Josef: Hradec Králové: k sedmsetpadesátému výročí založení města a třicátému výročí osvobození sovětskou armádou v roce MCMLXXV. Hradec Králové: Osveta, 1976.
- Stehlíková, Blanka: Leningrad. Praha: Odeon, 1977.
- Malík, Jan; Dvořák, J., V.; Šechtlová, Marie, Šechtl, Josef: Svět loutek: loutky ze sbírek Muzea loutkářských kultur v Chrudimi. Hradec Králové: Kruh, 1978.
- Drda, Miloš; Šechtlová, Marie; Šechtl, Josef: Muzeum husitského revolučního hnutí v Táboře: expozice husité. Praha: Pressfoto, 1979.
- Korčák, Pavel; et al.; Šechtlová, Marie; Šechtl, Josef.: Tábor: Národní kulturní památka. Praha: Panorama, 1979.
- Svatoň, Jaroslav; Josef Šechtl; Šechtlová, Marie: Tábor: Národní kulturní památka. Tábor: Okresní národní výbor, 1979.
- Marhoun, Jan: Jitex – 30 let práce pro socialismus. Praha: Práce, 1979.
- Jihočeská klenotnice. České Budějovice: Jihočeské nakladatelství, 1981.
- Štara, Antonín; Šechtlová, Marie: Galerie Klenová. Praha: Pressfoto, 1981.
- Kuthan, Jiří; Horyna, Mojmír; Muchka, Ivan; Šechtlová, Marie; Šechtl, Josef: Jižní Čechy: krajina, historie, umělecké památky. Praha: Panorama, 1982.
- Klíma, Jaroslav; Texler, Václav; Postl, Radomír; Šechtlová, Marie; Šechtl, Josef: Písek a Písecko. Písek: Městské kulturní středisko 1983.
- Šmejkal, František: Zdeněk Sklenář. Praha: Odeon, 1984.
- Krajný, Miroslav; Karel Stehlík, Praha: Odeon, 1986.
- Hotmar, Josef; Kuna, Jaroslav; Šechtlová, Marie: Rendez-vous s Paříží. Praha: Odeon, 1988.
- Scheufler, Pavel. Jižní Čechy objektivem tří generací. 1. vyd. České Budějovice: Jihočeské nakladatelství 1989 . 229 s. ISBN 80-7016-007-1
- Šechtlová, Marie; Šechtl, Josef: Pelhřimov. Praha: ČTK-Pressfoto, 1992.
- Tecl, Rudolf; Šechtlová, Marie; Šechtl, Josef: Tábor. Praha: ČTK-Pressfoto, 1992.
- Bumerl, Jiří; Čap, Josef; Šechtlová, Marie; Šechtl, Josef: Jordán 1492-1992: Tábor: hráz. Tábor: Okresní úřad, 1992.
- Trčka, Miroslav; Šechtlová, Marie; Šechtl, Josef: Hrady a zámky Jižních Čech. Praha: ČTK-Pressfoto, 1993.
- Trčka, Miroslav; Šechtlová, Marie; Šechtl, Josef: Hrady a zámky Jižních Čech. České Budějovice: ATIKA, 1994.
- Havlová, Mája. Červená Lhota. Praha: Nakladatelství HELMA, 1994. 47 stran.
- Froněk, Miroslav; Šechtlová, Marie; et al.: Vítejte na Prachaticku. Prachatice: Region Prachatice, 1997.
- Šechtl, Ignác. Tábor: malovaný světlem: fotografie z archivu Šechtl a Voseček od roku 1868 do současnosti. Překlad Andrew GOODALL, překlad Šárka HUBENÁ. [Tábor]: Marie Šechtlová, 2016. 219 stran.